# Mirko Topić
Mirko Topić (in serbo Мирко Топић?; Novi Sad, 5 febbraio 2001) è un calciatore serbo, centrocampista del Norwich City.

## Caratteristiche tecniche
È un centrocampista centrale forte fisicamente e abile sia in fase di interdizione che in fase di costruzione.

## Carriera

### Club
Cresciuto nel settore giovanile del Vojvodina, ha esordito in prima squadra l'11 maggio 2019 in occasione dell'incontro di Superliga perso 2-1 contro il Partizan.  Il 30 novembre seguente ha segnato la sua prima rete, pareggiando i conti dell'incontro poi vinto 2-1 contro il Rad Belgrado.

### Nazionale
Dopo aver giocato nelle nazionali giovanili serbe Under-18, Under-19 ed Under-21, nel 2023 ha esordito nella nazionale maggiore serba.

## Statistiche
Statistiche aggiornate al 10 maggio 2025.

### Presenze e reti nei club
| Stagione         | Squadra          | Campionato       | Campionato | Campionato | Coppe nazionali | Coppe nazionali | Coppe nazionali | Coppe continentali | Coppe continentali | Coppe continentali | Altre coppe | Altre coppe | Altre coppe | Totale | Totale | Totale |
| Stagione         | Squadra          | Comp             | Pres       | Reti       | Comp            | Pres            | Reti            | Comp               | Pres               | Reti               | Comp        | Pres        | Reti        | Pres   | Reti   |        |
| ---------------- | ---------------- | ---------------- | ---------- | ---------- | --------------- | --------------- | --------------- | ------------------ | ------------------ | ------------------ | ----------- | ----------- | ----------- | ------ | ------ | ------ |
| 2018-2019        | Vojvodina        | SL               | 2          | 0          | CS              | 0               | 0               | -                  | -                  | -                  | -           | -           | -           | 2      | 0      |        |
| 2019-2020        | Vojvodina        | SL               | 17         | 1          | CS              | 2               | 0               | -                  | -                  | -                  | -           | -           | -           | 19     | 1      |        |
| 2020-2021        | Vojvodina        | SL               | 15         | 0          | CS              | 1               | 0               | -                  | -                  | -                  | -           | -           | -           | 16     | 0      |        |
| 2021-2022        | Vojvodina        | SL               | 27+4       | 2          | CS              | 2               | 1               | UECL               | 4                  | 0                  | -           | -           | -           | 37     | 3      |        |
| 2022-2023        | Vojvodina        | SL               | 28+7       | 0          | CS              | 4               | 0               | -                  | -                  | -                  | -           | -           | -           | 39     | 0      |        |
| Totale Vojvodina | Totale Vojvodina | Totale Vojvodina | 89+11      | 3          |                 | 9               | 1               |                    | 4                  | 0                  |             | -           | -           | 113    | 4      |        |
| 2023-2024        | Famalicão        | PL               | 32         | 0          | CP+CdL          | 2+1             | 0               | -                  | -                  | -                  | -           | -           | -           | 35     | 0      |        |
| 2024-2025        | Famalicão        | PL               | 33         | 1          | CP+CdL          | 1+0             | 0               | -                  | -                  | -                  | -           | -           | -           | 34     | 1      |        |
| Totale Famalicão | Totale Famalicão | Totale Famalicão | 65         | 1          |                 | 4               | 0               |                    | -                  | -                  |             | -           | -           | 69     | 1      |        |
| Totale carriera  | Totale carriera  | Totale carriera  | 165        | 4          |                 | 13              | 1               |                    | 4                  | 0                  |             | -           | -           | 182    | 5      |        |

### Cronologia presenze e reti in nazionale
| Cronologia completa delle presenze e delle reti in nazionale ― Serbia | Cronologia completa delle presenze e delle reti in nazionale ― Serbia | Cronologia completa delle presenze e delle reti in nazionale ― Serbia | Cronologia completa delle presenze e delle reti in nazionale ― Serbia | Cronologia completa delle presenze e delle reti in nazionale ― Serbia | Cronologia completa delle presenze e delle reti in nazionale ― Serbia | Cronologia completa delle presenze e delle reti in nazionale ― Serbia | Cronologia completa delle presenze e delle reti in nazionale ― Serbia |
| Data                                                                  | Città                                                                 | In casa                                                               | Risultato                                                             | Ospiti                                                                | Competizione                                                          | Reti                                                                  | Note                                                                  |
| --------------------------------------------------------------------- | --------------------------------------------------------------------- | --------------------------------------------------------------------- | --------------------------------------------------------------------- | --------------------------------------------------------------------- | --------------------------------------------------------------------- | --------------------------------------------------------------------- | --------------------------------------------------------------------- |
| 26-1-2023                                                             | Los Angeles                                                           | Stati Uniti                                                           | 1 – 2                                                                 | Serbia                                                                | Amichevole                                                            | -                                                                     | 46’                                                                   |
| 15-11-2024                                                            | Zurigo                                                                | Svizzera                                                              | 1 – 1                                                                 | Serbia                                                                | UEFA Nations League 2024-2025 - 1º turno                              | -                                                                     | 72’                                                                   |
| 20-3-2025                                                             | Vienna                                                                | Austria                                                               | 1 – 1                                                                 | Serbia                                                                | UEFA Nations League 2024-2025 - Play-off                              | -                                                                     | 68’                                                                   |
| 23-3-2025                                                             | Belgrado                                                              | Serbia                                                                | 2 – 0                                                                 | Austria                                                               | UEFA Nations League 2024-2025 - Play-off                              | -                                                                     | 83’                                                                   |
| Totale                                                                |                                                                       | Presenze                                                              | 4                                                                     |                                                                       | Reti                                                                  | 0                                                                     |                                                                       |

## Palmarès

### Club

#### Competizioni nazionali
- Coppa di Serbia: 1

Vojvodina: 2019-2020